# جزيرة ماجور (حجة)

تعديل مصدري - تعديل

جزيرة ماجور (سحر) هي إحدى جزر مديرية ميدي التابعة لمحافظة حجة.